# Brizalina
Brizalina es un género de foraminífero bentónico de la familia Bolivinidae, de la superfamilia Bolivinoidea, del suborden Buliminina y del orden Buliminida. Su especie tipo es Brizalina aenariensis. Su rango cronoestratigráfico abarca desde el Campaniense (Cretácico superior) hasta la Actualidad.

## Discusión
Clasificaciones previas incluían Brizalina en el suborden Rotaliina del orden Rotaliida. Brizalina ha sido considerado un sinónimo subjetivo posterior de Bolivina.

## Clasificación
Se han descrito numerosas especies de Brizalina. Entre las especies más interesantes o más conocidas destacan:
- Brizalina aenariensis
- Brizalina beyrichi
- Brizalina brittanica
- Brizalina hamani
- Brizalina heyrichi
- Brizalina mexicana

Un listado completo de las especies descritas en el género Brizalina puede verse en el siguiente anexo.
En Brizalina se han considerado los siguientes subgéneros:
- Brizalina (Parabrizalina), aceptado como género Parabrizalina
- Brizalina (Pseudobrizalina), aceptado como género Pseudobrizalina